# Senzenbach
Der Senzenbach ist ein über 4 km langer Bach im nördlichen Baden-Württemberg im Landkreis Ludwigsburg, am Rande des Landkreises Heilbronn und im Rems-Murr-Kreis, der zuletzt in Spiegelberg von rechts und insgesamt etwa Nordwesten in den Mittellauf des Murr-Zuflusses Lauter mündet.

## Geographie

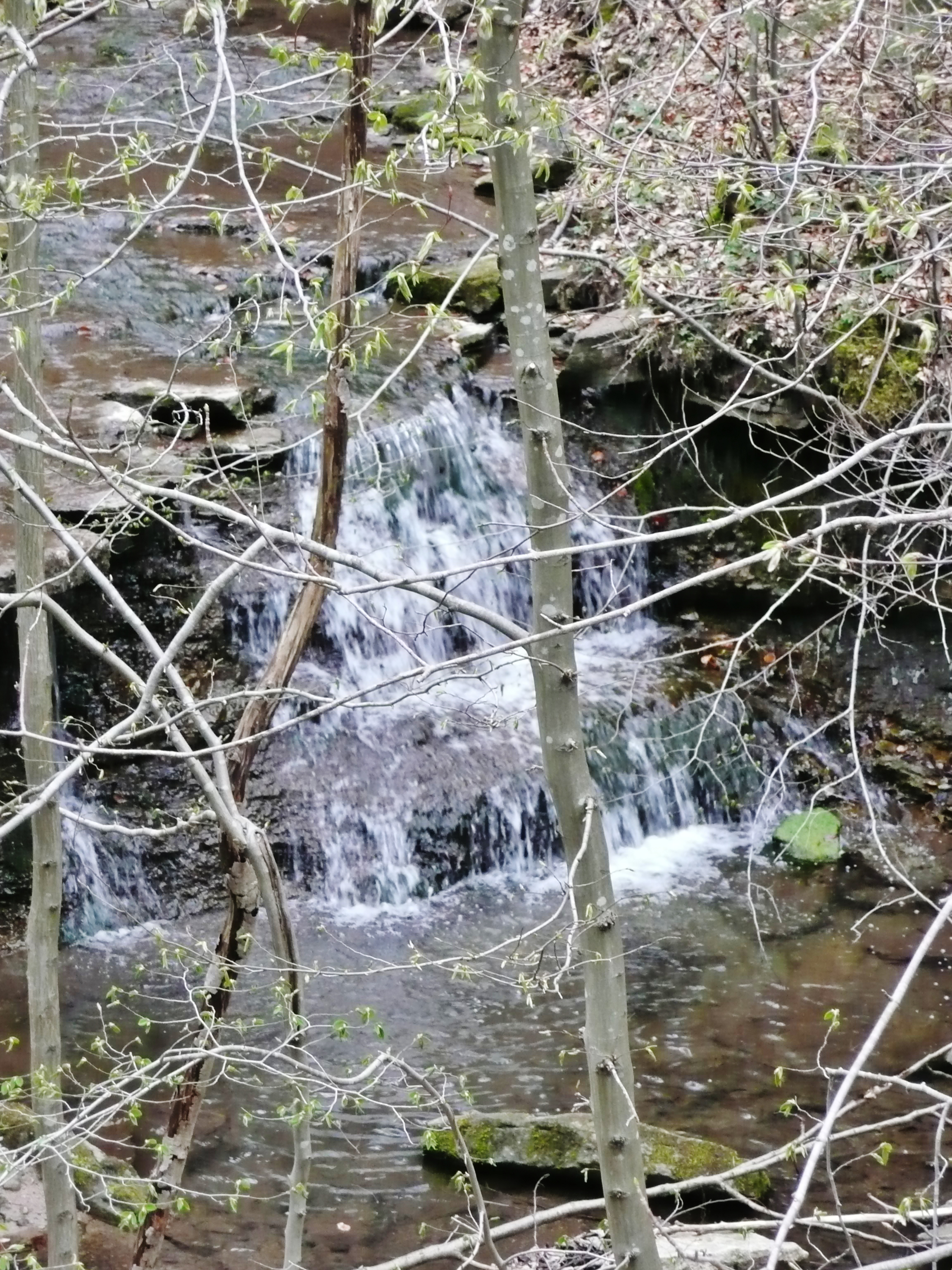
Wasserfall im Lauf des Senzenbachs

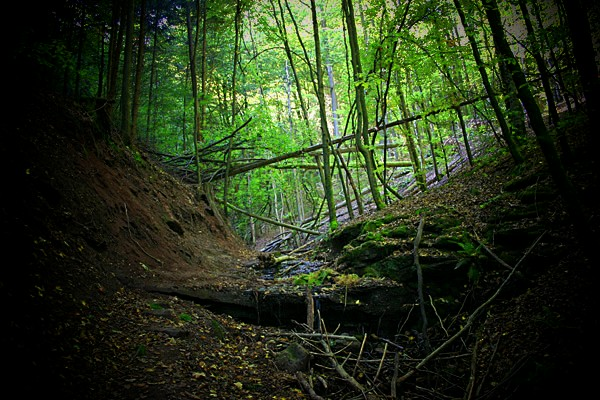
In der Nebenklinge des Hüttenswaldbachs

### Verlauf
Der Senzenbach entspringt etwa 1,6 km nordwestlich der Ortsmitte des Weilers Prevorst der Gemeinde Oberstenfeld im Landkreis Ludwigsburg am zur Prevorster Exklave gehörenden Westhang des bewaldeten Steinbergs (536,1 m ü. NHN) auf etwa 490 m ü. NHN. Der Bach läuft die ersten etwa 200 Meter südwestwärts und wendet sich dann auf südlichen Lauf. Etwa einen Kilometer unterhalb seiner Quelle erreicht er in seinem Tal im Spitalwald auf etwa 418 m ü. NHN den Fuß der Talsteige der von Prevorst im Westen nach Spiegelberg im Südosten führenden K 1614/2092 und wendet sich dann in der Steinklinge auf südöstlichen Lauf.
Auf den nächsten anderthalb Kilometern münden von links und rechts jeweils zwei größere Zuflüsse aus Waldklingen dem in völlig bewaldetem Tal laufenden Bach zu, der von der genannten Kreisstraße dicht begleitet wird. Einen halben Kilometer danach lichtet sich der linke Unterhang, an dem sich nun der Spiegelberger Weiler Roßstaig entlang der wenig oberhalb der Kreisstraße verlaufenden Bergstraße zieht. Auch der rechte Hang unterhalb des Juxkopfes (533,2 m ü. NHN) ist danach waldfrei und teils von Obstwiesen bedeckt; weiter oben auf dessen Talseite steht der Weiler Hüttlen dem Weiler Obere Roßstaig in ähnlicher Höhe auf der linken gegenüber.
Schließlich tritt der Bach in seiner tiefen v-förmigen Talkerbe in den nördlichen Siedlungsteil von Spiegelberg selbst ein und fließt bald danach an der östlichen Dorfseite auf etwa 322 m ü. NHN von rechts in die mittlere Spiegelberger Lauter ein.
Der Senzenbach mündet nach einem 4,4 km langen Weg mit mittlerem Sohlgefälle von etwa 38 ‰ ungefähr 168 Höhenmeter unterhalb seiner Ursprungs; hinter der weiter abwärts mündenden Winterlauter ist er nach Länge und Einzugsgebiet der zweitgrößte Lauter-Zufluss.

### Einzugsgebiet
Der Senzenbach hat ein 5,3 km² großes Einzugsgebiet, das naturräumlich gesehen in den Schwäbisch-Fränkischen Waldbergen liegt und deren Unterraum Südwestliche Löwensteiner Berge angehört.
Der zweithöchste Punkt wenig über der Quelle liegt an der nordöstlichen Wasserscheide auf dem 536,1 m ü. NHN erreichenden Sporn Steinberg des selbst außerhalb liegenden Stocksbergs. Diese Wasserscheide zieht sich in südwestlicher Richtung auf dem Spornrücken und danach über die drei Gipfel des bis zu 525,3 m ü. NHN hohen Aschenbergs bis zur Mündung in Spiegelberg. Dahinter nimmt die nahe obere Lauter einige Zuflüsse von ihr her auf, bis auf das Stocksberger Bächle ganz im Norden sind sie alle recht kurz. Die in Spiegelberg anschließende südliche Wasserscheide läuft über den 533,2 m ü. NHN hohen Juxkopf und den 537,4 m ü. NHN erreichenden offenen und beackerten Höhenrücken des Neubruchs, jenseits fließen noch mündungsnah vom Juxhang in Spiegelberg ein kurzer Klingenbach zur abwärtigen Lauter, dann auf dem längeren Stück der Nassachbach und der Fuchsfallenbach südsüdostwärts zur Winterlauter, deren eigener Oberlauf am Südwesteck konkurriert und die unterhalb des Senzenbachs ebenfalls die Lauter erreicht. Hinter der hydrologisch bedeutendsten, aber meist nur Höhen bis etwa 490 m ü. NHN erreichenden westlichen Wasserscheide um Prevorst im Westen schließlich läuft ein Büschel von Nebenbächen, darunter Schmalheckenbach und Brudertalbach, westsüdwestwärts direkt oder indirekt zur oberen Bottwar, welche selbst erst weit abwärts der Lauter in die Murr einfließt.
Im Einzugsgebiet steht größtenteils Wald. Die offene Flur beschränkt sich auf das unterste Tal, wo beide steilen Talseiten bis obenhin von Wiesen eingenommen sind, die von einer großen Zahl kleiner Hecken und den Resten einstiger Hochstamm-Obstwiesen durchsetzt sind, einen Teil der Kappe des Juxkopfes und des beackerten Höhenrückens Neubruch sowie einen Streifen am Ostrand des Einzugsgebietes um Prevorst am weniger steilen rechten oberen Hang des südlich orientierten oberen Tals, wo die Wiesen dominieren.
Die Besiedlung beschränkt sich auf das Untertal mit einem nördlichen Teil des Dorfes Spiegelberg, dem Weiler Roßstaig wenig zuvor am linken Unterhang, darüber der Weiler Obere Roßstaig und auf der Gegenseite ebenfalls am oberen Hang der Weiler Hüttlen, die alle zur Gemeinde Spiegelberg gehören. Prevorst liegt just außerhalb an der westlichen Wasserscheide in einer Exklave der Gemeinde Oberstenfeld (Landkreis Ludwigsburg), zu der ein knappes Viertel des oberen Einzugsgebietes gehört, ein gutes Sechstel von ihm an der linken Talseite vor allem am Mittellauf liegt in der Teilgemarkung Neulautern der Gemeinde Wüstenrot (Landkreis Heilbronn) und der übrige Teil im Gebiet der Gemeinde Spiegelberg (Rems-Murr-Kreis).

### Zuflüsse und Seen
Hierarchische Liste der Zuflüsse und  Seen von der Quelle zur Mündung. Gewässerlänge, Seefläche, Einzugsgebiet und Höhe nach den entsprechenden Layern auf der Onlinekarte der LUBW. Andere Quellen für die Angaben sind vermerkt.
Ursprung des Senzenbachs auf etwa 490 m ü. NHN ca. 1,0 km südsüdöstlich des Beilstein Stocksberg am Westabhang des Steinbergs in der Prevorster Gemeindeexklave von Oberstenfeld.
- (Waldklingenbach), von links und Nordosten auf etwa 434 m ü. NHN am Nordrand des Waldgewanns Spitalwald, ca. 0,3 km[LUBW 5] und ca. 0,1 km². Entsteht auf etwa 490 m ü. NHN am mittleren Steinberg-Hang.
- (Bach aus der Schnurrhansenklinge), von rechts und Westen auf etwa 413,5 m ü. NHN[2] im Spitalwald, 0,4 km und über 0,2 km². Entspringt auf etwa 450 m ü. NHN am Bogen der Talsteige der K 1614/K 2086 Prevorst–Spiegelberg.
- (Waldklingenbach aus Richtung des Lichtungsgewanns Ratzenhöfle[LUBW 6]), von links und Norden auf etwa 411 m ü. NHN am Fußpunkt der Talsteige in der beginnenden Steinklinge, 0,9 km und ca. 0,5 km². Entsteht auf etwas unter 480 m ü. NHN unter dem Lichtungsgewann Ratzenhöfle am Sattel zwischen Steinberg und Aschenberg.
  -  Durchfließt auf unter 420 m ü. NHN zwei Teiche, zusammen unter 0,3 ha.
- Himmelswiesenbächle oder auch Seewiesenbach[LUBW 7], von rechts und Südwesten auf etwa 407 m ü. NHN am Abgang eines Waldweges von der K 2096, 1,2 km und ca. 1,1 km². Entsteht auf etwa 419 m ü. NHN durch den Zusammenfluss seiner beiden Oberläufe.
  - (linker Oberlauf), von Westen, 0,6 km und unter 0,3 km². Entsteht auf etwa 480 m ü. NHN nordnordöstlich des Wasserreservoirs auf der Nordwestspitze des Neubruchs.
  - (rechter Oberlauf), von Südwesten, 0,6 km und ca. 0,5 km². Entsteht auf etwa 485 m ü. NHN östlich des Wasserreservoirs auf der Nordwestspitze des Neubruchs.
- Silberbach, von links und Nordnordosten auf 382,8 m ü. NHN[LUBW 8] auf einem kurzen Abschnitt der Talstraße, wo diese rechts des Baches läuft, ca. 0,8 km[LUBW 5] und ca. 0,4 km². Entsteht auf etwa 470 m ü. NHN am Alten Silberstollen wenig südwestlich des Sattels zwischen den beiden höheren Aschenberg-Kuppen (523,1 m ü. NHN und ca. 512 m ü. NHN). Durchläuft die Silberklinge (![LUBW 6]).
- (Bach aus dem Loch), von rechts und Südwesten auf unter 380 m ü. NHN am Ausweich-Parkplatz wenig vor dem Waldaustritt der (inzwischen) K 1820, 0,6 km und ca. 0,4 km². Entsteht auf etwa 480 m ü. NHN am Nordosthang des Neubruchs.
- (Bach aus dem Waldgewann Senzenbach), von rechts und Südwesten auf etwa 367 m ü. NHN, ca. 0,2 km[LUBW 5] und über 0,1 km². Entsteht auf etwa 410 m ü. NHN. Unbeständig.
- Hüttlenswaldbach, von rechts und Südwesten auf unter 351,9 m ü. NHN[LUBW 8] gegenüber Roßstaig am Rand des nun auch rechts aussetzenden Talwaldes, 0,6 km und ca. 0,4 km². Entsteht auf etwa 465 m ü. NHN nordöstlich unterm Sattel zwischen Neubruch und Juxkopf nahe der unter Naturdenkmalschutz stehenden Naturbrücke

Mündung des Senzenbachs von rechts und zuallerletzt Westen auf ca. 322 m ü. NHN in Spiegelberg gegenüber dem Wiesenweg in den Mittellauf der Spiegelberger Lauter. Der Senzenbach ist 4,4 km lang und hat ein ca. 5,3 km² großes Einzugsgebiet.

## Geologie
Die höchsten im Einzugsgebiet auftretenden mesozoischen Schichten gehören dem Unterjura an. Die Kappe des Juxkopfes und die Hochebene des Neunbruchs bestehen aus Angulatensandstein und fallen über ein schmales Band Psilonotenton schnell ab zum breiter ausstreichenden Knollenmergel (Trossingen-Formation), der höchsten Schicht des Mittelkeupers. Auf dem Steinberg dagegen ist der Psilonotenton die höchste Formation und den Aschenberg deckt sogar nur noch der Knollenmergel. Im bei weitem größten Teil des Einzugsgebietes unter diesen Gipfeln und Kämmen steht der Stubensandstein (Löwenstein-Formation) an. Erst am Unterlauf teuft sich der Senzenbach, etwa ab der Zumündung des Bachs aus dem Loch, unter diesen bis in die Obere Bunte Mergel (Mainhardt-Formation) ein, etwa von Roßstaig an liegt die Talsohle dann im Kieselsandstein (Hassberge-Formation) und in dessen Schichthöhe mündet der Bach auch.
Vor allem rechtsseits des südlich ziehenden Oberlaufs liegen einige kleine abgerutschte Schollen höheren Gesteins auf Stubensandstein, solche finden sich auch weiter abwärts am unteren Talhang und eine sogar im unteren Nebental des Silberbachs.
In der oberen Klinge des letzten rechten Zuflusses Hüttlenswaldbach am Hang des Juxkopfes gibt es außer guten Aufschlüssen des Stubensandsteins einen Wasserfall über eine der für den Stubensandstein der Berglandschaft typischen Hohlkehlen aus weniger resistenten Material darunter. Weiter oben in der sich aufwärts aufteilenden kleinen Schlucht hat das fließende Wasser eine schwächere unter einer stärker erosionsresistenten Schicht ganz ausgespült, so dass eine Naturbrücke aus hartem Sandstein über einen Klingenast hinweg stehengeblieben ist. Die Stelle ist als Geotop ausgewiesen.

## Natur und Schutzgebiete
Der Senzenbach beginnt seinen Lauf in einer nur zeitweise wasserführenden, kurzen und steil eingetieften Klinge am Steinberg-Westhang, an der Felsen des Stubensandsteins über dem Grund stehen. Auf dem anschließenden längeren, nach Süden ziehenden Abschnitt des oberen Tals läuft er etwa einen Meter breit mit recht kräftigen Durchfluss auf dem Grund eines bis zu 8 Meter tiefen Klingenrisses in sich schlängelndem Bett; von Sickerquellen an den Hängen rinnt Wasser zu. An der Wende des Bachlaufs in Richtung Südosten im Bereich der Talsteige der K 1614/2092 liegt viel Geröll im Bett, anschließend fließt der Bach in der neuen Richtung drei bis vier Meter breit, stellenweise steil eingetieft und recht schnell über sandigem oder kiesigem Sediment, dabei fällt er an zwei Stellen etwas weniger als mannshoch über Bänke von Sandstein herab. Ab der offenen Auenflur bei Roßstaig begleitet eine Baumgalerie aus Schwarzerlen, Eschen und Berg-Ahorn den dort weniger eingeschnittenen, nur etwa zwei Meter breiten und nun etwa einen Drittel Meter hoch Wasser führenden Bach, die erst kurz von den ersten Häusern Spiegelbergs auf dem Talgrund endet.
Auch die auf manchen Abschnitten felsgesäumten Zuläufe aus den Nebenklingen fallen zuweilen über kleine Abstürze, diese Wasserläufe sind höchstens zwei Meter breit, meist jedoch schmäler. Von ihnen mündet der Silberbach über einen kleinen Wasserfall nahe bei und ähnlich den beiden genannten des Senzenbachs.
Naturdenkmale sind der sogenannte Alte Silberstollen am oberen Ende der vom Silberbach durchflossenen Silberklinge, wo man gegen Ende des 18. Jahrhunderts erfolglos versuchte, Silberbergbau zu betreiben, sowie die gesamte Klinge des Hüttlenswaldbachs mit insbesondere der schon erwähnten Naturbrücke aus Sandstein.
Die waldfreien Anteile des Einzugsgebietes außerhalb der Siedlungsbereiche gehören fast vollständig zu zwei Landschaftsschutzgebieten, im Westen bei Prevorst zum Landschaftsschutzgebiet Schmidbachtal - Oberes Bottwartal mit Seitentälern und umgebenden Gebietsteilen, im Südosten bei Spiegelberg am Juxkopf sowie im Süden auf dem Neubruch zum Landschaftsschutzgebiet Spiegelberger Lautertal mit Nebentälern und angrenzenden Gebieten.
Vom Neubruch bergab und dann beidseits des rechten Zuflusses aus dem Loch bis zum Senzenbach sind über 70 Hektar als Wasserschutzgebiet „Große und Kleine Goldquelle“ ausgewiesen, zwei viel kleinere Flächen etwa gegenüber im Bereich der Silberbachmündung sowie etwas talabwärts als Wasserschutzgebiete „Große und Kleine Silberquelle“ und „Waldeckquelle, Viehtriebquelle“.
Das gesamte Einzugsgebiet liegt im Naturpark Schwäbisch-Fränkischer Wald.

## Weitwanderweg
Der Georg-Fahrbach-Weg des Schwäbischen Albvereins führt auf seiner Etappe von Wüstenrot nach Sulzbach an der Murr von Spiegelberg aus ins untere Tal, dann durch die Hüttlenswaldbach-Klinge und über die Naturbrücke dort hinauf zum Juxkopf.

### LUBW
Amtliche Online-Gewässerkarte mit passendem Ausschnitt und den hier benutzten Layern: Lauf und Einzugsgebiet des Senzenbachs

Allgemeiner Einstieg ohne Voreinstellungen und Layer: Daten- und Kartendienst der Landesanstalt für Umwelt Baden-Württemberg (LUBW) (Hinweise)
1. 1 2 3  Höhe nach dem Höhenlinienbild auf dem Hintergrundlayer Topographische Karte.
2. 1 2  Länge nach dem Layer Gewässernetz (AWGN).
3. 1 2  Einzugsgebiet abgemessen auf dem Hintergrundlayer Topographische Karte.
4. ↑  Seefläche nach dem Layer Stehende Gewässer.
5. 1 2 3 4  Länge abgemessen auf dem Hintergrundlayer Topographische Karte.
6. 1 2  Der Nebenbach aus Richtung des Lichtungsgewanns Ratzenhöfle ist auf dem Hintergrundlayer Topographische Karte namenlos, wird aber auf den Gewässerlayern als Silberklinge bezeichnet, wohl in üblicher Weise mit einem Notnamen, der von dem eines nahen geographischen Objektes erborgt wurde. In der Tat trägt das östlich anschließende Waldgewann diesen Namen, das allerdings bis an die nächste Klinge des Silberbachs von dieser Seite reicht, die auf dem Hintergrundlayer Topographische Karte als Silberklinge eingetragen ist. Namensgleichheit zwischen zwei Nebenklingen von derselben Seite in Folge erscheinen allerdings unwahrscheinlich, und der Name Silberbach des Bachs in der anderen wie auch deren Ursprung am Alten Silberstollen sprechen eher dafür, dass der Name exklusiv der zweiten zukommt.
7. ↑  Der auf den Gewässerlayern Himmelswiesenbächle genannte Zufluss wird in der Beschreibung seines Bachbiotops auf dem Layer Biotop als Seewiesenbach bezeichnet. Auf dem
  - Meßtischblatt 6922 Löwenstein von 1932 in der Deutschen Fotothek

ist auf dem damals teilweise offenem Talgrund der Schriftzug Seewiesen eingetragen.
8. 1 2  Höhe nach schwarzer Beschriftung auf dem Hintergrundlayer Topographische Karte.
9. ↑  Geotop nach dem einschlägigen Layer.
10. ↑  Schutzgebiete nach den einschlägigen Layern, Natur teilweise nach dem Layer Biotop.

### Andere Belege
1. ↑  Wolf-Dieter Sick: Geographische Landesaufnahme: Die naturräumlichen Einheiten auf Blatt 162 Rothenburg o. d. Tauber. Bundesanstalt für Landeskunde, Bad Godesberg 1962. → Online-Karte (PDF; 4,7 MB)
2. ↑  Höhe nach schwarzer Beschriftung auf dem
Meßtischblatt 6922 Löwenstein von 1932 in der Deutschen Fotothek.
3. ↑  Geologie nach den Layern zu Geologische Karte 1:50.000 auf: Mapserver des Landesamtes für Geologie, Rohstoffe und Bergbau (LGRB) (Hinweise). Ähnlich auf der unter → Literatur aufgeführten geologischen Karte.